# ألدو لياو راميريز
ألدو لياو راميريز (بالإسبانية: Aldo Leão Ramírez) هو لاعب كرة قدم كولومبي في مركز الوسط، ولد في 18 أبريل 1981 في سانتا مارتا في كولومبيا. شارك مع منتخب كولومبيا تحت 20 سنة لكرة القدم ومنتخب كولومبيا لكرة القدم. أما مع النوادي، فقد لعب مع أتلتيكو ناسيونال وإنديبنديينتي سانتا في وكروز آزول ونادي أطلس.

## وصلات خارجية
- ألدو لياو راميريز على موقع قاعدة بيانات كرة القدم.إي يو (الإنجليزية)
- ألدو لياو راميريز على موقع ناشيونال فوتبول تيمز (الإنجليزية)
- ألدو لياو راميريز على موقع Soccerway.com (الإنجليزية)
- ألدو لياو راميريز على موقع AS.com (الإسبانية)